# Pupille (film)
Pour les articles homonymes, voir Pupille (homonymie).
Pour plus de détails, voir Fiche technique et Distribution.
Pupille est un film dramatique français écrit et réalisé par Jeanne Herry, sorti en 2018. Il traite de l'accouchement sous X, de l'adoption, de l’aide sociale à l'enfance en France et met en scène plusieurs travailleurs sociaux dans l'exercice de leurs fonctions quotidiennes pour concourir à l'accompagnement d’un nourrisson entre sa naissance sous le secret et son adoption.

## Synopsis
Clara (Leïla Muse) est une jeune femme de vingt et un ans. Après une grossesse non désirée et déniée, elle accouche sous le secret d’un petit garçon, Théo, qu’elle rejette totalement. Elle est brièvement accompagnée après son accouchement par Mathilde François (Clotilde Mollet), assistante sociale.
Alice Langlois (Élodie Bouchez) est une femme au parcours de vie douloureux — entre l'impossibilité d'avoir un enfant avec son compagnon et leur rupture — qui a su rebondir en persévérant dans des démarches pour l'adoption d'un enfant. Au cours du film, on suit son évolution et ses choix ainsi que son désir profond de devenir mère, notamment à travers des scènes montrant ses rencontres régulières avec Lydie (Olivia Côte), une autre assistante sociale.
Jean (Gilles Lellouche) est un père affectueux, assistant familial depuis plusieurs années, il est chargé d'offrir un accueil familial transitoire aux enfants en attente d'adoption. S'il exprime des doutes quant à sa vocation au début du film car il est épuisé par les problèmes des adolescents perturbés qu'il accueille, il sera tout de suite touché par Théo. 
Karine (Sandrine Kiberlain) est une éducatrice spécialisée, énergique et aimante, très impliquée auprès des enfants et aux côtés des familles d'accueil. Elle se bat pour que les enfants puissent être entourés le mieux possible.
Théo, pris en charge par Jean quelques jours après sa naissance, rencontrera des difficultés pour s’éveiller au monde, très certainement liées aux conditions de sa séparation avec sa mère. Il sera finalement adopté, peu après ses deux mois, par Alice.

## Fiche technique
- Titre : Pupille
- Réalisation : Jeanne Herry
- Scénario : Jeanne Herry
- Photographie : Sofian El Fani
- Montage : Francis Vesin
- Musique : Pascal Sangla
- Décors : Johann George
- Son : Nicolas Provost
- Mixage : Steven Ghouti
- Montage son : Vincent Mauduit
- Costumes : Marine Demoury et Anna Lalay
- Producteur : Alain Attal, Vincent Mazel et Hugo Sélignac
  - Producteur associé : Philippe Logie
  - Coproducteur : Patrick Quinet
  - Productrice déléguée : Solveig Rawas
- Sociétés de production : Chi-Fou-Mi Productions et Les Productions du Trésor
  - Coproduction : Studiocanal , France 3 Cinéma et Artémis Productions
- Société de distribution : Studiocanal
- Pays d'origine :  France
- Genre : drame
- Durée : 107 minutes
- Dates de sortie :
  - France : 26 août 2018 (festival d'Angoulême) ; 5 décembre 2018 (sortie nationale)

## Distribution
- Sandrine Kiberlain : Karine, une éducatrice spécialisée
- Gilles Lellouche : Jean, un assistant familial
- Clotilde Mollet : Mathilde François, assistance sociale, recueillante du département.
- Élodie Bouchez : Alice Langlois, une audio-descriptrice pour aveugles, candidate à l'adoption
- Olivia Côte : Lydie, une assistante sociale
- Jean-François Stévenin : le père d'Alice
- Bruno Podalydès : Jacques, l'ex-mari de Karine
- Miou-Miou : Irène, la responsable du conseil de famille pour l'adoption
- Leïla Muse : Clara, une étudiante qui accouche sous X
- Aude Léger : la sage-femme
- Stéfi Celma : Élodie, une auxiliaire de puériculture
- Anne Suarez : Laure
- Judith Siboni : Sophie
- Julie Recoing
- Amaury de Crayencour : l'acteur de la pièce
- Sara-Jeanne Drillaud : l'actrice de la pièce
- Serge Kribus : l’acteur qui joue Louka
- Zaïg Castel : Pauline, la fille de Jean
- Mattéo Burel : Jesse, 5 ans
- Youssef Hajdi : Ahmed
- Yannick Choirat : Stéphane
- Julie Debazac : la responsable du service de maternité
- Émilie Gavois-Kahn : la puéricultrice
- Anne Kessler : l'éducatrice du service d'adoption
- Nicolas Bridet : Fabien
- Grégory Gadebois : le chef du service PFS
- Thibault Vinçon : l'homme candidat pour l’adoption
- Alain Lenglet : Rémy
- Florence Muller : la mère de Pauline
- Benoit Carré : le pédiatre du PFPE
- Gauthier Audren de Kerdrel : Jason, 13 ans
- Brice Hillairet : Thomas
- Sophie Ossedat : la cheffe du service de néonatologie
- Afida Tahri : l'employée de l'accueil du CHU
- Gwenaëlle David : la puéricultrice désagréable
- Théo, le bébé dont on suit la vie de sa naissance à 3 mois, est interprété par quinze nourrissons différents crédités au générique du film.

## Accueil

### Critique
En France, le site Allociné propose une moyenne de 4,3/5, après avoir recensé 29 critiques de presse. Sens Critique 7,3/10 pour 117 commentaires.
Pour Les Inrocks, c'est « une odyssée intimiste sans être larmoyante », qui « n'est pas un documentaire, mais bien une fable avec ses miracles et ses retournements, grâce au scénario, jamais fumeux et très écrit ». La construction du film « qui suit en parallèle les deux temporalités, celles de la future mère et du nourrisson » est saluée. L'interprétation des acteurs et actrices est également soulignée : « dans le rôle du tuteur provisoire, Gilles Lellouche est formidable en papa poule à rebours des clichés sur la virilité ; Kiberlain surjoue habilement l’assistante pudique et désinvolte ; et Elodie Bouchez, actrice revenante, ne se départ jamais d’une intense fragilité. »
Le Devoir va dans le même sens : « tous les interprètes sont d’une justesse absolue », et souligne les liens fort entre les personnages : « c’est ledit bébé qui s’avère le fil d’Ariane du récit. À travers son parcours, de sa venue au monde jusqu’à son arrivée dans les bras de sa mère adoptive, la scénariste et réalisatrice explore l’entièreté du processus menant à l’adoption en faisant de chaque intervenante, car elles sont ici presque exclusivement femmes, un personnage à développer. » La réalisation est jugée « dénuée d’afféterie. Un recours marqué — et justifié — à de lents zooms avant suggérant que l’on pénètre dans la tête d’un personnage constitue l’une des rares techniques à trancher avec cette sobriété absolue. »
Pour Télérama, c'est « à partir d’un long travail de documentation, et grâce à une savante construction scénaristique, [que] Jeanne Herry tisse un thriller affectif. » Le magazine attribue la note de 3 T pour ce film.
Pour la RTBF, « la réalisatrice a su compter sur un casting plutôt solide pour soutenir son propos, retrouvant ainsi Sandrine Kiberlain et s’adjoignant la présence de Gilles Lellouche et Élodie Bouchez. »
Pour Francetvinfo, « il n’y a pas vraiment de personnage principal » mais « ce n’est pas pour autant un film choral, tous les protagonistes tournant autour de cette adoption » ont de l'importance. « Pupille démonte tous les rouages de l’adoption, mais ne se limite pas à une “adoption mode d’emploi”. » Finalement, « le film écrit et réalisé par Jeanne Herry recèle une grande puissance romanesque », où « tous ces personnages sont en première ligne de cette aventure humaine soumise aux rouages de l'administration. »
Le Monde est plus mitigé, et estime que « malgré le talent et l’engagement des actrices et des acteurs, ces deux versants du projet restent séparés, sans doute par la raideur du scénario, par le systématisme de la mise en scène qui recourt aux très gros plans pour forcer l’intimité avec les personnages. » Toutefois, il souligne la « connaissance approfondie des mécanismes et des pratiques de l’adoption en France. »

## Distinctions

### Nominations
- César 2019 :
  - César du meilleur film
  - César du meilleur réalisateur pour Jeanne Herry
  - César du meilleur acteur pour Gilles Lellouche
  - César de la meilleure actrice pour Élodie Bouchez
  - César de la meilleure actrice pour Sandrine Kiberlain
  - César du meilleur scénario original pour Jeanne Herry
  - César de la meilleure musique originale pour Pascal Sangla